# Pelomedusa variabilis
Pelomedusa variabilis is een schildpad uit de familie pelomedusa's (Pelomedusidae).

## Naam en indeling
De wetenschappelijke naam van de soort werd voor het eerst voorgesteld door Alice Petzold, Mario Vargas-Ramírez, Christian Kehlmaier, Melita Vamberger, Wiliam R. Branch, Louis de Preex, Margaretha D. Hofmeyr, Leon Meyer, Alfred Schleiger, Pavel Široký en Uwe Fritz in 2014. Omdat het dier pas in 2014 werd beschreven is de soort in veel literatuur nog niet bekend.
De soortaanduiding variabilis betekent vrij vertaald 'variabel' en slaat op het variabele patroon van kleuren van de schildpad. 

## Uiterlijke kenmerken
De schildpad kan een schildlengte bereiken van ongeveer 25 centimeter en is hiermee een middelgrote soort. De temporaalschubben zijn altijd ongepaard. Onder de kin zijn twee kleine baarddraden aanwezig. 
Het rugschild is zeer variabel van kleur en kan variëren van zeer donker tot juist erg licht. Het buikschild is altijd geel van kleur en heeft geen vlekken.

## Verspreiding en habitat
Pelomedusa variabilis komt voor in delen van Afrika en leeft in de landen Ghana en Ivoorkust.